# Zwichnięcie soczewki

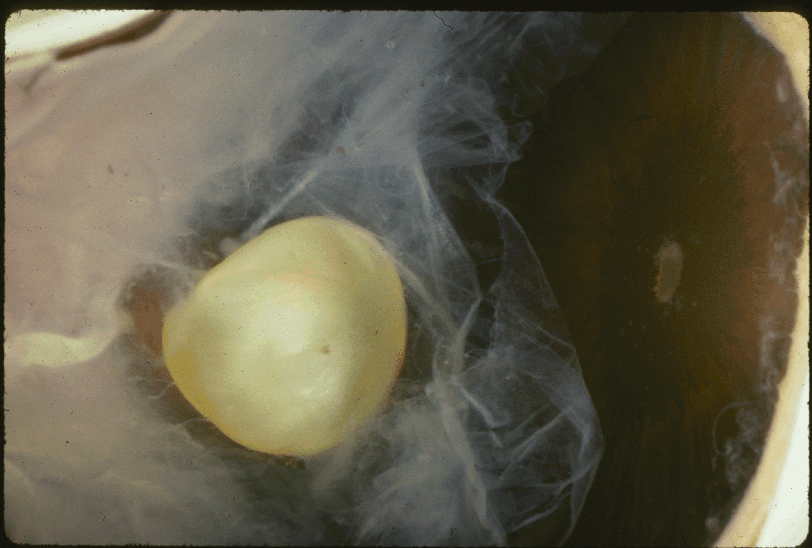
Zwichnięcie soczewki u pacjenta z zespołem Marfana

Zwichnięcie soczewki – zerwanie obwódki rzęskowej, na której podwieszona jest soczewka, najczęściej w wyniku urazu. Czasami zwichnięta soczewka może dostać się do komory przedniej oka i być przyczyną wtórnej jaskry. Zwichnięcie soczewki może wystąpić po urazie oraz w następujących jednostkach chorobowych:
- zespole Marfana
- homocystynurii
- zespole Weilla-Marchesaniego
- hiperlizynemii
- zespole Alporta

Rzadziej w:
- zespole Ehlersa-Danlosa
- zespole Crouzona
- chorobie Refsuma
- zespole Kniesta
- zespole Sturge’a-Webera
- zespole Conradiego
- zespole Pfaundlera
- zespole Pierre’a Robina
- zespole Wildervancka